# Saint-Martin-d’Écublei
Saint-Martin-d’Écublei település Franciaországban, Orne megyében. Lakosainak száma 630 fő (2022. január 1.). Saint-Martin-d’Écublei Saint-Antonin-de-Sommaire, Saint-Sulpice-sur-Risle, Chéronvilliers, Rugles és Saint-Nicolas-de-Sommaire községekkel határos.

## Népesség
A település népessége az elmúlt években az alábbi módon változott:
| Lakosok száma | 628  | 641  | 662  | 651  | 646  | 642  | 637  | 636  | 630  |
|               | 2013 | 2015 | 2016 | 2017 | 2018 | 2019 | 2020 | 2021 | 2022 |